# Denudatie
Denudatie is een geomorfologisch proces waarbij, als gevolg van de verwijdering van materiaal door middel van erosie en verwering, een reductie ontstaat van het reliëf in landvormen en landschappen. Vooral door exogene processen, zoals beweging van water, ijs of wind, kan denudatie ontstaan. Bij denudatie kunnen zowel vaste gesteenten als opgeloste bodemdelen worden verwijderd. Zowel mechanische als chemische verwering vindt plaats in relatie met geomorfologische landvormen. Over langere tijd kan denudatie een daling van het landschap tot gevolg hebben.
Tot de factoren die denudatie beïnvloeden, behoren de vorm van het aardoppervlak, de eigenschappen van het bodemmateriaal, het klimaat, de tektonische situatie en activiteiten van mensen, dieren en planten.

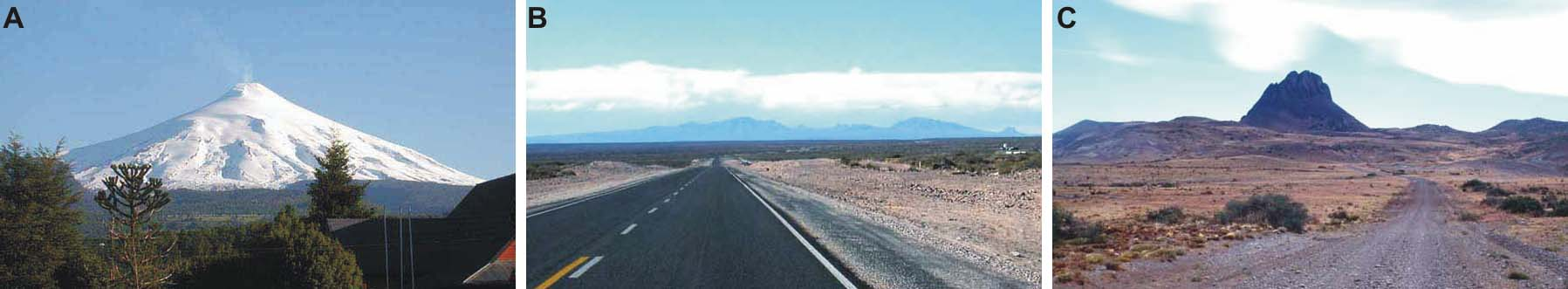
A) Villarica Vulkaan, Chili, een vulkaan zonder effecten van erosie en denudatie
B) Chachahén Vulkaan, Mendoza, Argentinië, een vulkaan met een sterk effect van erosie maar geen denudatie
C) Cardiel-meer, Santa Cruz, Argentinië, een vulkanisch gebied met een sterk effect van denudatie dat subvulkanische rotsgesteente vertoont.